# Agence de notation sociale et environnementale
Pour les articles homonymes, voir Agence de notation.
Une agence de notation sociale et environnementale (ou extra-financière) produit une évaluation de type qualitatif des entreprises selon des critères sociaux et environnementaux et suivant un cahier des charges lié au développement durable, en utilisant une forme de notation spécifique.
Purement indicative, cette notation évalue, à partir de différents critères, la responsabilité sociétale des entreprises.

## Origines
Les fondements historiques apparaissent au tournant des années 1970 avec la montée des mouvements écologiques militants notamment en Allemagne où naissent les premières banques ou structures financières éthiques, comme la GLS Bank (1974), suivie en France par La Nef (1978), puis aux Pays-Bas par Triodos Bank (1980), trois structures pionnières en Europe.
Le concept d'une agence susceptible de noter socialement et environnementalement une entreprise apparaît après l'Agenda 21, programme décidé lors de la Conférence des Nations unies sur l'environnement et le développement de Rio de Janeiro en juin 1992.
En 1997, naît l'ONG Global Reporting Initiative, puis l'agence Arese, fondée à Paris par Geneviève Férone, suivie en 2000 par Global Risk Management (Londres). Ces deux premières agences européennes fusionnent en 2002 pour donner naissance à la première structure de dimension mondiale, Core Ratings, qui appartient en fait à Fitch Ratings. En anglais émerge le concept de sustainable company. En 1999, le marché financier américain voit apparaître le Dow Jones Sustainability Index.
Ce type d'agence va donc s'inspirer du modèle comptable et financier d'une agence de notation financière.
En France, la responsabilité sociétale des entreprises (RSE) se matérialise sous la forme d'une « stratégie RSE » depuis la loi sur les nouvelles régulations économiques (NRE) du 15 mai 2001 : les entreprises cotées sur le marché boursier doivent publier un rapport de développement durable basé sur leur stratégie RSE. Différents cabinets de conseil proposent de tels services ou supports d’application tels que par exemple le manuel des achats durables.
Au départ, les agences de notation ainsi spécialisées travaillaient essentiellement pour les investisseurs du domaine de l'investissement socialement responsable (ISR).

## Fonctionnement
Une agence de notation sociale et environnementale évalue et note les entreprises, d'après des documents publics, des questionnaires et des résultats d'entrevue avec les responsables d'entreprise. Elle doit aussi disposer d'une méthode, objet d'un travail de recherche en amont, sur la cohérence entre les questions posées et les objectifs recherchés au regard du développement durable mais plus généralement, en fonction des critères que souhaite favoriser l'investisseur. Des travaux de fond ont été entrepris en France dans les années 2001 à 2003 à ce sujet.
Sur le plan international, les sustainability metrics and indices (en) sont supposés regrouper l'ensemble des outils et indicateurs, lesquels ne font pas l'unanimité : de fait, il n'existe pas d'indices globaux génériques, mais une série de critères affinés en fonction des spécificités de chaque zone géographique, de chaque entreprise et de chaque État.

## Situation actuelle
Ce secteur comprend une trentaine de structures exclusives, dont les plus importantes se trouvent en Europe parmi lesquelles : Standard Ethics, Vigeo Eiris, RepRisk, Oekom, Triodos Bank, Novethic, Arcet Cotation, EthiFinance, Gavet & Bacqué, etc.
En France, l'Observatoire de la responsabilité sociétale des entreprises (ORSE) publie un guide de ces agences de notation avec leur méthode. Les collectivités territoriales font désormais également l'objet de procédures de notation extra financière.
Depuis la COP21 (Paris, 2015), certaines agences se spécialisent sur des zones de développement spécifique, selon des méthodes définies à partir d'une grille d'évaluation propre.
Certaines agences font l'objet en 2018 de sévères critiques visant l'opacité des indices mais aussi leur caractère purement vénal.